# Aston-By-Stone
Aston-By-Stone – wieś w Anglii, w Staffordshire. Aston jest wspomniana w Domesday Book (1086) jako Estone.